# Nadagara epopsioneura
Nadagara epopsioneura är en fjärilsart som beskrevs av Louis Beethoven Prout 1926. Nadagara epopsioneura ingår i släktet Nadagara och familjen mätare. Inga underarter finns listade i Catalogue of Life.